# Wijken en buurten in Ferwerderadeel
De Nederlandse gemeente Ferwerderadeel is voor statistische doeleinden onderverdeeld in wijken en buurten. De gemeente is verdeeld in de volgende statistische wijken:
- Wijk 00 Bouwstreek (CBS-wijkcode:172200)
- Wijk 01 Zuidwest (CBS-wijkcode:172201)
- Wijk 02 (CBS-wijkcode:172202)

Een statistische wijk kan bestaan uit meerdere buurten. Onderstaande tabel geeft de buurtindeling met kentallen volgens het Centraal Bureau voor de Statistiek (2008):
| CBS-buurtcode | Buurtnaam                              | Inwonertal | Opp. totaal (ha) | Opp. land (ha) | Ligging                |
| ------------- | -------------------------------------- | ---------- | ---------------- | -------------- | ---------------------- |
| BU17220000    | Ferwerd                                | 1730       | 85               | 85             | Locatie in de gemeente |
| BU17220001    | Marrum                                 | 1240       | 64               | 64             | Locatie in de gemeente |
| BU17220002    | Blija                                  | 640        | 64               | 64             | Locatie in de gemeente |
| BU17220003    | Hogebeintum                            | 100        | 389              | 386            | Locatie in de gemeente |
| BU17220007    | Verspreide huizen Ferwerd              | 170        | 1655             | 1648           | Locatie in de gemeente |
| BU17220008    | Verspreide huizen Marrum-Westernijkerk | 240        | 1151             | 1141           | Locatie in de gemeente |
| BU17220009    | Verspreide huizen Blija                | 230        | 1146             | 1139           | Locatie in de gemeente |
| BU17220100    | Hallum                                 | 2350       | 94               | 91             | Locatie in de gemeente |
| BU17220109    | Verspreide huizen Hallum               | 400        | 2728             | 2710           | Locatie in de gemeente |
| BU17220200    | Birdaard                               | 1060       | 76               | 69             | Locatie in de gemeente |
| BU17220201    | Wanswerd                               | 110        | 25               | 25             | Locatie in de gemeente |
| BU17220202    | Jislum                                 | 60         | 167              | 165            | Locatie in de gemeente |
| BU17220203    | Genum                                  | 100        | 198              | 198            | Locatie in de gemeente |
| BU17220204    | Reitsum                                | 140        | 281              | 281            | Locatie in de gemeente |
| BU17220205    | Lichtaard                              | 100        | 230              | 225            | Locatie in de gemeente |
| BU17220206    | Janum                                  | 40         | 259              | 254            | Locatie in de gemeente |
| BU17220208    | Verspreide huizen Birdaard             | 80         | 584              | 578            | Locatie in de gemeente |
| BU17220209    | Verspreide huizen Wanswerd             | 100        | 655              | 642            | Locatie in de gemeente |